# Forrest Galante

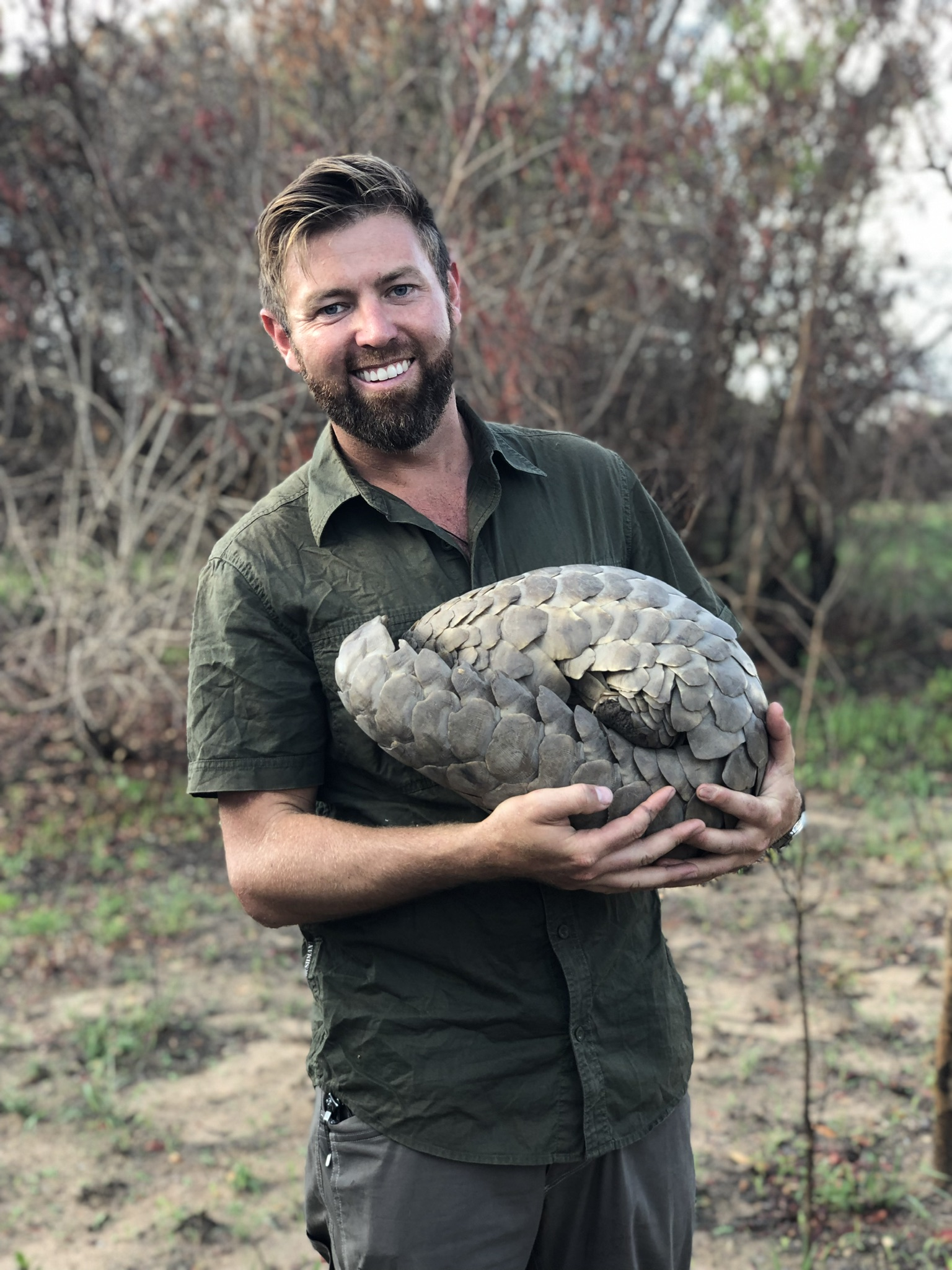
Forrest Galante mit einem Schuppentier (2018)

Forrest Edward Gerald Galante (* 31. März 1988 in Fresno, Kalifornien) ist ein US-amerikanischer Abenteurer, Fernsehmoderator und Naturschützer. Er arbeitet im Bereich der Wildtierbiologie und hat sich auf die Erforschung von Tieren spezialisiert, die am Rande des Aussterbens stehen. Er führte durch die Fernsehsendungen Extinct or Alive (deutsch: Extinct or Alive – Ausgestorben oder nicht?) auf Animal Planet und Mysterious Creatures with Forrest Galante sowie durch mehrere TV-Sendungen des Shark-Week-Programms im Discovery Channel. Er ist zudem Gastgeber des Wild Times Podcast.

## Leben
Galante ist der Sohn von Jacaranda Summerfield. Kurz nach seiner Geburt in Kalifornien zogen er und seine Familie nach Harare, Simbabwe, wo seine Mutter als Safari-Guide tätig war. Er und seine Schwester Summer wuchsen auf einer Farm auf, auf der Blumen und Früchte angebaut wurden und die Vieh sowie afrikanische Wildtiere beherbergte. Während seiner Jugend verbrachte Galante viel Zeit damit, den afrikanischen Busch zu erkunden, wobei er lernte, Schlangen und kleine Tiere zu fangen sowie an den Riffen des Bazaruto-Archipels in Mosambik zu tauchen. In Simbabwe besuchte er ein englisches Internat und leitete die Junior Herpetology Society, in der er die einheimische Flora und Fauna studierte. Nach dem politischen Aufstand in Simbabwe im Jahr 2001, währenddessen die Farm überfallen und gebrandschatzt wurde, war Galante gezwungen, nach Kalifornien zurückzukehren. Er nahm seine Ausbildung in Santa Barbara wieder auf, wo er die High School beendete und später einen Bachelor-Abschluss in Biologie an der University of California, Santa Barbara erwarb.
2015 heiratete Galante seine Verlobte Jessica Evans auf den Bahamas.
2019 sprach er vor dem US-Kongress, um für eine Änderung der Gesetzgebung und eine Aufstockung der Mittel für den Naturschutz zu werben. 2020 wurde Galante von der Zeitschrift Entrepeneur als Indiana Jones der Biologie bezeichnet. Sein erstes Buch Still Alive: A Wild Life of Rediscovery wurde im Juni 2021 beim Verlag Hachette Books veröffentlicht.
Im Juni 2021 gelang Galante, der ICWCA (Ivan Carter Wildlife Conservation Alliance) und der Familie Robert Nunley aus Sabinal, Texas, der allererste Elefantentransfer zwischen zwei Schutzgebieten in Mosambik. Dabei handelte es sich um eine Familiengruppe von 25 Elefanten, die vom Rand des Maputo Special Reserve im Südosten Mosambiks in den Zinave National Park im Norden Mosambiks umgesiedelt wurde.

## Mediales Wirken
2013 wirkte Galante in der TV-Show Naked and Afraid (deutsch: Naked Survival) des Discovery Channel mit, wo er an der 21-tägigen Survival-Challenge teilnahm und die Herausforderung beendete. Mit einer zweiten Person wurde er in einem abgelegenen Teil des nordwestlichen Panamas abgesetzt – und erzielte einen der höchsten PSR-Werte (Primitive Survival Rating) in der Geschichte der Show. 2016 schwammen Galante und sein Kameramann mit Leistenkrokodilen. Sie trugen spezielle Anzüge, die die schuppige Haut des Krokodils nachahmen und den elektrischen Strom des Körpers blockieren, sodass sie das natürliche Verhalten des Reptils einfangen konnten. Das Duo kam den Krokodilen bis auf wenige Zentimeter nahe, um sie in ihrem natürlichen Lebensraum für ihre Dokumentation Dancing with Dragons zu filmen. Am 10. Juni 2018 hatte die erste Staffel der Doku-Serie Extinct or Alive auf dem Kanal Animal Planet Premiere. In dieser Sendung wollte Galante herausfinden, ob Tiere, die als ausgestorben galten, möglicherweise doch noch existieren. In jeder Folge erforschte er die Lebensräume dieser Tiere und suchte oft nach Schutzmöglichkeiten, um die Arten zu erhalten und ihr weiteres Überleben zu fördern. Zu den Reisezielen gehörten Taiwan (auf der Suche nach dem Taiwanischen Nebelparder), Neufundland (auf der Suche nach dem weißen Neufundland-Wolf) und Madagaskar (auf der Suche nach Spuren des riesigen Pachylemurs). Galante erklärte zudem, dass er sich der Wiederentdeckung des Beutelwolfs verschrieben hat und nach zwei Expeditionen die Suche fortsetzen wird. Galante produzierte die History-Channel-Sendung Face the Beast, in der zwei Männer versuchen, Raubtiere zurückzuverfolgen, die auf unerklärliche Weise tödliche Angriffe auf Menschen verüben. Galante hatte mediale Auftritte in den Sendungen The Joe Rogan Experience, The Nightly Show, in der Shark Week und in The Today Show. Er trat auch in der Videoreihe GQ: The Breakdown auf. 2019 wirkte er in 24 Folgen von Nature’s Strangest Mysteries: Solved mit. 2020 war Galante Gastgeber der vierteiligen Fernsehserie Wet Markets Exposed auf Vice TV. In dieser Reihe stellte Galante Frischmärkte in Indonesien, Westafrika, Peru und Albanien vor, wo lebende Tiere, die krank, inzüchtig oder gefährdet sein können, für den menschlichen Verzehr verkauft werden und damit die Übertragung von Krankheiten auf den Menschen erleichtern können. Ferner erörtert er, wie die Misshandlung und der illegale Verkauf und Verzehr dieser Tiere die Übertragung von Zoonoseviren auf den Menschen ermöglicht.
Im Jahr 2021 trat er in der Sharkweek-Dokumentation The Mystery of the Black Demon Shark auf.
Auf seiner Suche nach einzigartigen Wildtieren besuchte Galante über 60 Länder.
Während der Dreharbeiten für die erste Staffel der Serie Extinct or Alive im Jahr 2018 fing eine Kamerafalle Aufnahmen eines mutmaßlichen Sansibar-Leoparden auf der Insel Unguja ein. Das Tier wirkte kleiner als Exemplare vom Festland und schien kleinere, massivere Flecken zu haben, als man sie normalerweise bei afrikanischen Leoparden sieht.
Während der Dreharbeiten zur zweiten Staffel auf den abgelegenen Galapagosinseln im Februar 2019 entdeckte das Team eine einzelne weibliche Fernandina-Riesenschildkröte, die seit 1906 für ausgestorben gehalten wurde. Mitglieder der Turtle Conservancy analysierten später die Funde und bestätigten, dass die Fotos bis zur genetischen Bestätigung „nahezu zweifellos“ das verschollene Tier repräsentiert. Die Schildkröte wurde als „gesund, aber untergewichtig“ beschrieben und zum Fausto Llerena Tortoise Breeding Center auf der Isla Santa Cruz transportiert, wo sie gepflegt und genetischen Tests unterzogen wurde. Die auf der Expedition gefundenen Spuren wiesen darauf hin, dass es wahrscheinlich noch weitere Exemplare in freier Wildbahn gibt, und es wurden neue Suchaktionen geplant, um eine männliche Fernandina-Riesenschildkröte zu finden, die die Art möglicherweise bewahren könnte.
Während der Dreharbeiten für die zweite Staffel auf der Insel Borneo im April und Mai 2019 gelangen dem Team fünf Aufnahmen mit einer Kamerafalle, die eindeutig den seit 2011 als ausgestorben geltenden Kalimantan-Langur sowohl bei Tag als auch bei Nacht zeigten. Während der Dreharbeiten zu Staffel 2 in Kolumbien sammelte das Team DNA-Proben von mehreren Individuen, darunter auch Jungtieren des Rio-Apaporis-Krokodilkaimans, einer Unterart des Krokodilkaimans, die über 30 Jahre nicht nachgewiesen wurde.
Während der Dreharbeiten für ein Youtube-Video im Everglades-Nationalpark in Florida im Jahr 2023 wurde Galante beinahe vom Blitz getroffen.

## Kontroversen
Galante wurde von ausländischen Forschern als „neokolonialistischer Wissenschaftler“ (parachute scientist) bezeichnet.
Auf Galantes Website wird behauptet, dass er persönlich die ersten Videoaufnahmen der seltenen Unterart der Serval-Ginsterkatze von der Insel Sansibar gemacht hatte, was jedoch von Forschern der Insel bestritten wird.
In der Episode über den Pondicherryhai wird behauptet, dass Galantes Team diese Haiart wiederentdeckt hätte, dabei wurde das Tier bereits 2016 erstmals fotografiert.
Washington Tapia-Aguilera, Biologe bei der Galapagos Conservancy und Direktor der Giant Tortoise Restoration Initiative, bestreitet die Wiederentdeckung der Fernandina-Riesenschildkröte durch Galantes Team und erklärte, „dass er und nicht Galante entschieden habe, wo die Schildkröte zu suchen sei, und dass der ecuadorianische Parkranger Jeffreys Málaga derjenige war, der das Land kannte, die Schildkröte aufspürte und schließlich die Entdeckung machte, bevor er den Rest des Teams herbeirief.“
Auch Galantes Aussagen hinsichtlich des Rio-Apaporis-Krokodilkaimans wurden kritisiert. Der kolumbianische Wissenschaftler Sergio Balaguera-Reina hatte den Kaiman bereits vor Galantes Exkursion entdeckt und 2019 einen Artikel über ihn veröffentlicht. Balaguera-Reina bestreitet zudem die Behauptung, dass der Kaiman als ausgestorben galt, und erklärte: „Wir haben nie gedacht, dass dieser Kaiman ausgestorben ist. Aber die politische Situation in Kolumbien hat Biologen daran gehindert, den Lebensraum des Tieres sicher zu erreichen, um zu bestätigen, dass es noch dort existiert.“